# Путь дракона
«Путь дракона» или «Возвращение дракона» (англ. The Way of the Dragon, кит. трад. 猛龍過江, упр. 猛龙过江, палл. Мэн лун го цзян, буквально: «Свирепый дракон переправляется через реку») — гонконгский кинофильм режиссёра, сценариста и исполнителя главной роли Брюса Ли. Премьера фильма состоялась 30 декабря 1972 года в Гонконге.

## Сюжет
Действие происходит в 1970-е годы. В Рим из окрестностей Гонконга приезжает молодой мастер кунг-фу Тан Лун (Брюс Ли), чтобы помочь разобраться с проблемами ресторана китайской кухни, так как персонал ресторана подвергается нападкам со стороны местных бандитов, планирующих завладеть рестораном. Молодая владелица ресторана отправила просьбу о помощи своему дяде, другу Тан Луна. Приехав, Тан Лун почти сразу вступает в схватку с бандитами и побеждает их раз за разом. Отчаявшись, главарь бандитов приглашает троих высококлассных мастеров боевых искусств из разных стран, в том числе американца по имени Кольт (Чак Норрис), чтобы они справились с Тан Луном. Но Тан Лун побеждает и их. В финальном поединке с Кольтом, Тан Лун вначале пропускает несколько ударов, но собирается с силами и выигрывает схватку, а окончательно проигравшего главаря бандитов арестовывает полиция.

## В ролях
| Актёр         | Роль          |
| ------------- | ------------- |
| Брюс Ли       | Тан Лун       |
| Нора Мяо      | Чэнь Цинхуа   |
| Вэй Пинао     | Хэ Тай        |
| Хуан Цзунсюнь | дядя Ван      |
| Тони Лю       | Тони          |
| Юникорн Чань  | Джимми        |
| Чак Норрис    | Кольт         |
| Малиса Лонго  | блондинка     |
| Роберт Уолл   | Роберт        |
| Хван Ин Сик   | японский боец |
| Чэнь Фуцин    | Томас         |
| Цзинь Ди      | А Кунь        |
| Ву Нгань      | официант      |
| Роберт Чань   | Роберт        |

## Съёмочная группа
- Кинокомпания: Concorn Productions Ltd.
- Продюсер: Рэймонд Чоу (исполнительный)
- Режиссёр: Брюс Ли
- Ассистенты режиссёра: Рики Чик
- Оператор: Тадаси Нисимото
- Сценарий: Брюс Ли
- Постановщики боёв: Брюс Ли, Юникорн Чань
- Композитор: Джозеф Ку
- Монтаж: Питер Чён
- Грим: Се Цзэмин
- Художник: Цянь Синь
- Дизайнер по костюмам: Чю Синхэй

## Производство
Кинокомпания Concord Production Inc., основанная Брюсом Ли совместно с продюсером Golden Harvest Рэймондом Чоу.

## Восприятие
На сайте Rotten Tomatoes фильм получил 100% позитивных отзывов. «Путь дракона» установил новый рекорд по кассовым сборам в Гонконге. Картина заняла 95 место в списке ста лучших фильмов мирового кинематографа журнала Empire, составленном в 2010 году.